# Death by Degrees
Death by Degrees je akční videohra s prvky adventury, která volně navazuje na sérii videoher Tekken, neboť v ní vystupuje jako hlavní postava Nina Williams známá z herní série Tekken.

## Příběh
Nina Williams, světově proslulá námezdní vražedkyně, je najata do služeb CIA a MI6, aby se stala součástí týmu, jež má za úkol proniknout do sítě kriminální organizace Kometa. Tým infiltruje organizaci prostřednictvím turnaje v bojových umění, který se koná na luxusní jachtě Amphitrite. Krycí řemeslo Niny je právě boj. Její pravé poslání je však brzo odhaleno a je zajata. Jelikož se ani ostatním členům týmu nepodaří poslání splnit, musí Nina dokončit misi sama. Musí se probojovat přes nepřátele z Komety a odhalit pravdu, která se skrývá za kriminální činností Komety. Postupně však sama zjišťuje, že samotná její rodina má ke Kometě vztah.